# 大空山

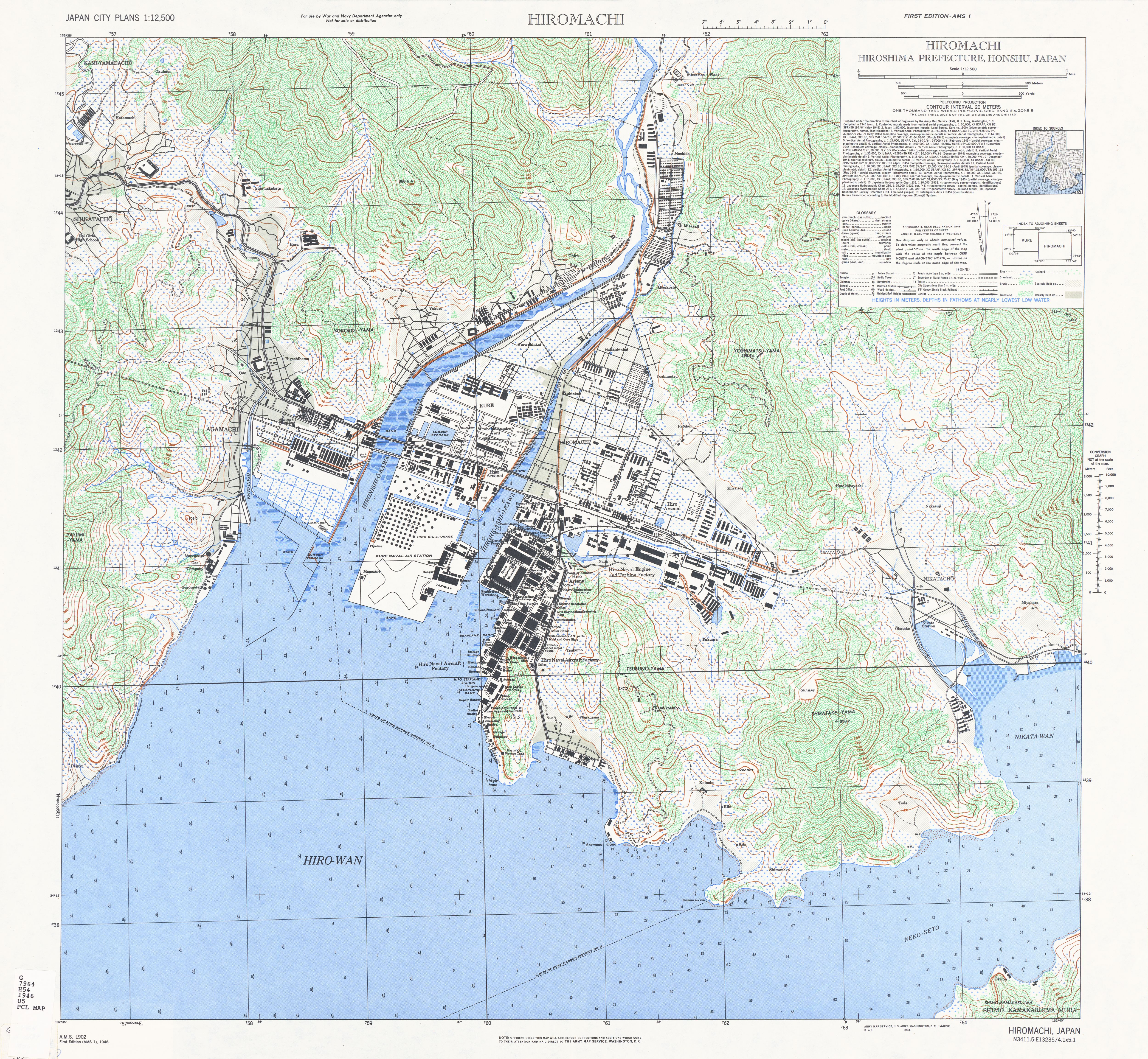
1945年アメリカ軍が作成した広地区の地図。ここでは“YOKORO-YAMA”表記。堡塁が表記されていないことからアメリカ軍は存在を認識していなかったことがわかる。

大空山(おおぞらやま)は、広島県呉市に位置する標高205mの山である。以前砲台が築かれていたことから砲台山とも呼ばれている。

## 概要
呉市中心部から約8km東方にある山で、広地区黒瀬川の西側にある。地質はほぼ広島花崗岩である。
頂上は大空山公園として整備され、ここから広や阿賀など呉市東部地域を一望できる。園内には桜が約1,200本植えられ、呉市における桜の名所の一つである。
また頂上は元々1903年（明治36年）に旧陸軍が整備した呉要塞（広島湾要塞）の一つ“大空山砲台”であった。ただし実際に運用されたのは太平洋戦争時旧海軍によって広海軍工廠防衛のためであり、高射砲陣地となって一般の登山は禁止されていた。戦後公園として整備され、砲座跡、火薬庫跡、指揮所跡など砲台の遺構が残されている。

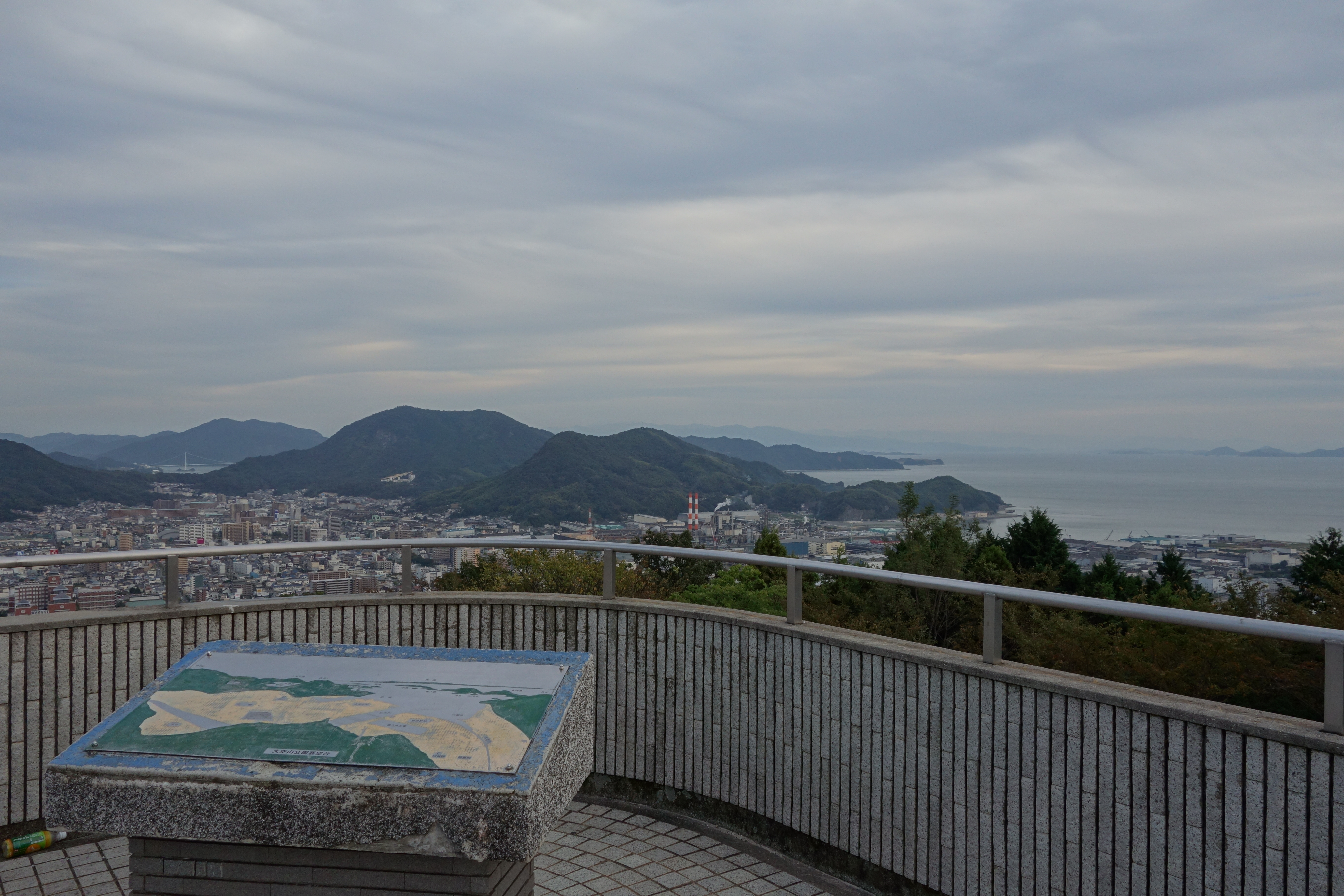
大空山公園展望台からの風景。
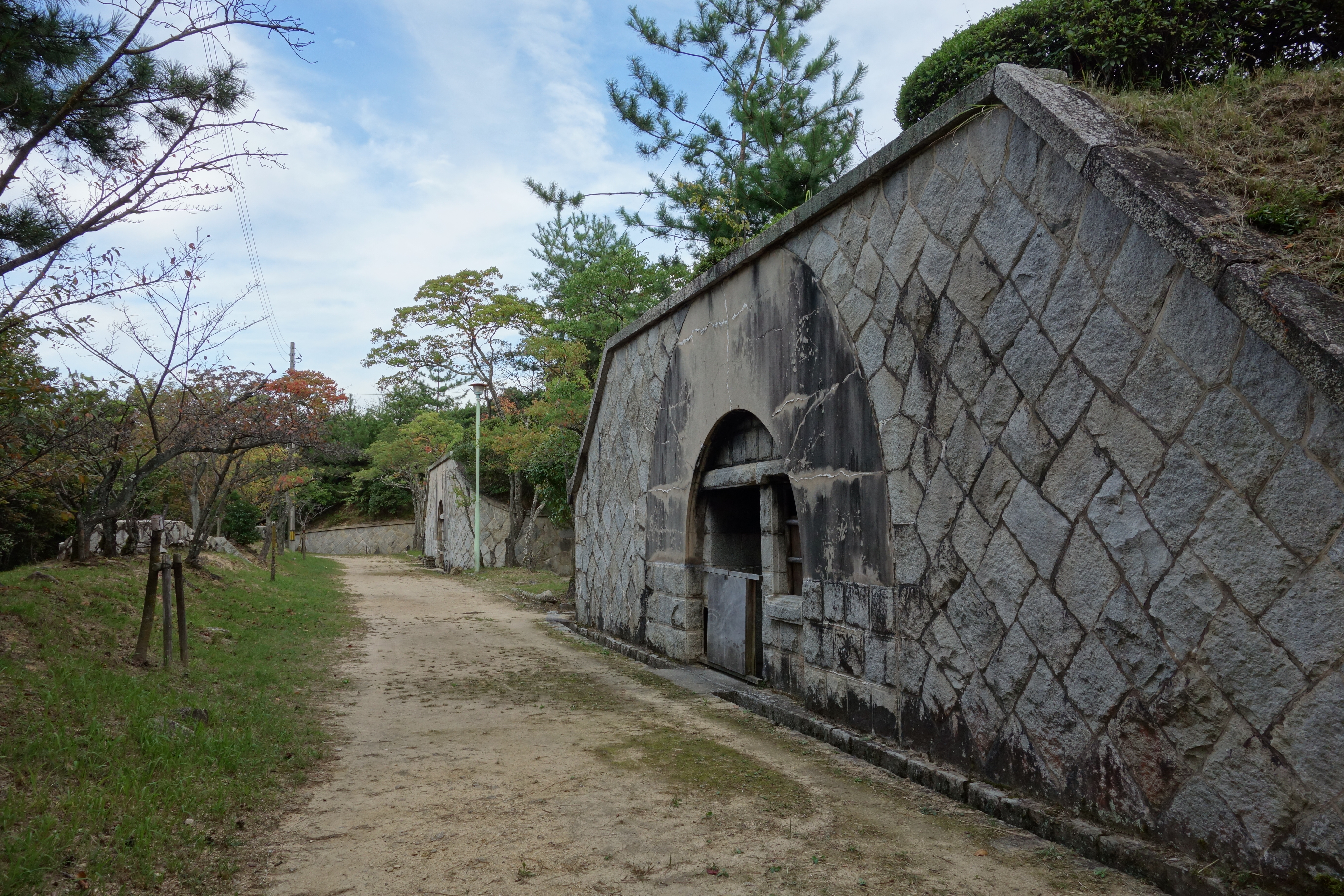
大空山公園内 砲台遺構

## 施設
- 大空山公園
- 呉市大空山青年の家

## アクセス
- 広電バス・広長浜呉駅線・天応川尻線・郷原黒瀬線「原」又は「小倉新開」バス停下車、徒歩約30分
- 広島呉道路（クレアライン）呉ICから車で約20分